# Пјано деј Пери (Потенца)
Пјано деј Пери (итал. Piano dei Peri) је насеље у Италији у округу Потенца, региону Базиликата.
Према процени из 2011. у насељу је живело 137 становника. Насеље се налази на надморској висини од 287 м.